# アレックス・サモンド
アレクサンダー・エリオット・アンダースン・サモンド（英語: Alexander Elliot Anderson Salmond、1954年12月31日 - 2024年10月12日）は、スコットランドの政治家。通称アレックス・サモンドまたはアレックス・サーモンド（英語: Alex Salmond）。

## 経歴
エディンバラの西32kmに位置するリンリスゴー生まれ。地元の高校を卒業後、セント・アンドルーズ大学で経済学と中世史学を学んだ。
卒業後、スコットランド省の公務員となり、農水部門で約2年間勤務した。のちロイヤルバンク・オブ・スコットランドで7年間、主に石油関連のエコノミストとして働いた。
1987年6月11日、庶民院（イギリス下院）議員に初当選する。1990年、スコットランド国民党党首となり、スコットランド議会やスコットランド自治政府（行政府）の設置を実現させた。2007年5月16日、スコットランド自治政府首相に就任した。
サモンドの主導によりイギリス政府を説得し、2014年スコットランド独立住民投票実施の合意を獲得した。2014年9月19日、独立が否決された責任を取り首相と党首の辞任を表明。「指導者としての私の時間はもうすぐ終わるが、スコットランドの独立運動は今後も続く。夢は決して終わらない」と語った。
その後は下院議員に復帰していたが、2017年イギリス総選挙で保守党候補に敗れ落選。2019年1月25日、スコットランド警察当局より強姦未遂2件、性的暴行9件、暴行2件、治安妨害1件の合計14件にも及ぶ容疑で逮捕されたが、いずれの容疑も否認し争う意向を示した。
2024年10月12日、北マケドニアでの講演後に急死。69歳没。